# John Bale (baseball)
Cet article concerne le joueur de baseball. Pour le théologien, voir John Bale (théologien).
Pour les articles homonymes, voir Bale.
John Bale, né le 22 mai 1974 à Cheverly (Maryland), est un ancien joueur américain de baseball évoluant en Ligue majeure de baseball entre 1999 et 2009. Après la saison 2009, il compte 109 matchs joués en MLB pour une moyenne de points mérités de 4,66.

## Carrière
Agent libre, il rejoint les Tigers de Detroit en janvier 2011.